# 羅世昌
罗世昌（?—?），西夏官员。
夏桓宗天庆四年（1197年），罗世昌官至宣德郎。罗世昌和武节大夫折移俊乂去金国庆贺金章宗的天寿节。夏襄宗应天三年（1208年）三月，罗世昌改任观文殿大学士，和枢密使李元吉到金国奏告。夏献宗乾定三年（1225年）九月，金朝与西夏和议，定西夏皇帝为弟弟，各用自己的年号。罗世昌当时担任南院宣徽使，和光禄大夫、吏部尚书李仲谔、中书省左司郎中李绍膺出使金国。罗世昌向金国叙述西夏的谱叙世次。